# 행복의 노란 손수건
《행복의 노란 손수건》(幸福の黄色いハンカチ)은 1977년 10월 1일에 개봉된 일본 영화이다.
1971년 뉴욕 포스트에 실린 피트 헤밀의 칼럼 《Going Home》을 기반으로 《가족》, 《고향》, 《남자는 괴로워》 시리즈 등으로 알려진 야마다 요지 감독의 홋카이도를 배경으로 한 일본 로드 무비의 대표작이다. 야마다는 이야기 확대 대한 영감을 1953년 미국 영화 《셰인》을 통해 얻었다고 한다.
다카쿠라 겐, 바이쇼 치에코라는 베테랑 배우에서부터 영화에 처음 출연하는 다케다 데쓰야와 조연으로 아쓰미 기요시, 모모이 가오리 등이 출연하는 등 화려한 출연진이 참가한 이 작품은, 배우들의 연기는 물론 관객의 마음에 깊게 호소하는 스토리가 높은 평가를 받으며, 제1회 일본 아카데미상과 제51회 키네마 준보상 등 같은 해 일본 내 영화상을 휩쓸었다.
후에는 다른 출연진으로 텔레비전 드라마나, 일본 외 국가에서 영화로도 만들어졌다.

## 출연
- 시마 유사쿠 - 다카쿠라 겐
- 시마 미쓰에 - 바이쇼 치에코
- 하나다 긴야 - 다케다 데쓰야
- 오가와 아케미 - 모모이 가오리
- 와타나베 계장 - 아쓰미 기요시

## 수상
제1회 일본 아카데미상
- 최우수 작품상
- 최우수 감독상 - 야마다 요지
- 최우수 각본상 - 야마다 요지, 아사마 요시타카
- 최우수 남우주연상 - 다카쿠라 겐
- 우수 여우조연상 - 바이쇼 치에코
- 최우수 남우조연상 - 다케다 데쓰야
- 최우수 여우조연상 - 모모이 가오리
- 우수 음악상 - 사토 마사루

제51회 키네마 준보상
- 일본 영화 베스트 10 제1위
- 감독상 - 야마다 요지
- 각본상 - 야마다 요지, 아사마 요시타카
- 남우주연상 - 다카쿠라 겐
- 남우조연상 - 다케다 데쓰야
- 여우조연상 - 모모이 가오리
- 독자가 뽑은 일본 영화 제1위
- 독자가 뽑은 일본 영화 감독상 - 야마다 요지

제32회 마이니치 영화 콩쿨
- 일본 영화 대상
- 감독상 - 야마다 요지
- 각본상 - 야마다 요지, 아사마 요시타카
- 남우연기상 - 다카쿠라 겐
- 음악상 - 사토 마사루
- 녹음상 - 나카무라 히로시

제20회 블루리본상
- 작품상
- 감독상 - 야마다 요지
- 남우주연상 - 다카쿠라 겐
- 여우조연상 - 모모이 가오리

제2회 호치 영화제
- 작품상
- 남우주연상 - 다카쿠라 겐

## 드라마

### 2010년판
2011년 10월 10일 NTV 계열에서 방송됐다.

#### 출연
- 시마 유사쿠 - 아베 히로시
- 오가와 아케미 - 호리키타 마키
- 하나다 긴야 - 하마다 가쿠
- 시마 미쓰에 - 나쓰카와 유이
- 오가와 사나에 - 오기노메 게이코
- 야마쿠라 - 엔도 겐이치
- 요스케 - 미카미 겐세이
- 다도코로 - 덴덴
- 데루요 - 구사부에 미쓰코
- 행상 할머니 - 나카무라 다마오
- 후사에 - 바이쇼 치에코
- 와타나베 서장 - 다케다 데쓰야

## 같이 보기
- Tie a Yellow Ribbon 'Round the Ole Oak Tree